# Битва при Недао
Битва при Недао — битва, що датується істориками 454 або 455 роком, в ході якої військо германців, очолюване королем гепідів Ардаріком, розгромило військо гунів, під проводом Елака, старшого сина Аттіли. Сам Елак у цій битві загинув. Поразка означала кінець імперії гунів. Сталася на річці Недао (Nedao) або Недава (Nedava), притоці Сави. Нині невідомо, яку саме з приток називали цим ім'ям. За словами історика 6-го століття Йордана:
І так хоробрі народи розірвали себе на частини. Бо тоді, як мені здається, має бути, сталося найбільш чудове видовище, де можна було б побачити готів, які борються з пікою, гепіди бушують мечем, то руги ламають списи у своїх ранах, то свеби борються пішки, гуни з луками, алани складають бойові лінії важко озброєних, а герули легко озброєних вояк.

## Наслідки
Битва була наслідком міжусобиці колишніх соратників царя гунів, що почалася після смерті Аттіли. Внаслідок битви гепіди встановили контроль над Паннонією, а залишки гунів втекли на схід в Північне Причорномор'я на терени сучасної України, звідки прийшли до свого пришестя в Паннонію. Наступний гунський каган Денгизих, теж син Аттіли, все ще намагався відновити колишню могутність гунської імперії, але безуспішно.